# Asesinato de Gavis Moreno
Gavis Glenda Moreno (f. Guayaquil, 27 de marzo de 2018) fue una activista feminista y por los derechos humanos ecuatoriana que se desempeñaba como directora de la Cárcel de Mujeres de Guayaquil y que murió asesinada la tarde del 27 de marzo de 2018 en un atentado perpetrado por sicarios. El hecho provocó conmoción en Ecuador y produjo reacciones de figuras como el ministro de gobierno, César Navas Vera, la ministra de justicia, Rosana Alvarado, y el gobernador de Guayas, José Francisco Cevallos. Los asesinos de Moreno nunca fueron identificados y el crimen continúa en la impunidad.
Moreno ejerció como directora de la cárcel de mujeres por ocho meses antes de su asesinato. Su gestión se caracterizó por la puesta en marcha de varias mejoras en el centro de detención, entre ellas la implementación de grupos de apoyo y el fomento de habilidades artísticas, entre ellas la creación de murales, la música y la poesía. También cambió el nombre de algunos pabellones del centro y los bautizó con el nombre de varias mujeres importantes de la historia ecuatoriana. Antes de ser nombrada directora, se había desempeñado como asesora del Ministerio de Inclusión Económica y Social y de la Asamblea Nacional.
En honor a su memoria, grupos feministas de Ecuador renombraron de forma simbólica la Plaza San Francisco de Guayaquil con su nombre.

## Asesinato
Moreno falleció alrededor de las 19:00 horas del 27 de marzo de 2018 luego de recibir 12 disparos en un ataque al estilo sicariato. Al momento del atentado, Moreno había concluido su jornada laboral y se dirigía de camino a su domicilio en una camioneta, la misma que fue interceptada por una moto en que se movilizaban dos sujetos cuando se encontraba cerca del Hospital Universitario de Guayaquil, en la Vía Perimetral. Debido al tráfico vehicular, los asesinos lograron ubicar la moto junto a la ventanilla de Moreno, que se hallaba abierta, para luego proceder a dispararle. El chofer de la camioneta también resultó herido de bala, pero logró conducir el vehículo hasta el Hospital Universitario, donde los paramédicos intentaron sin éxito reanimar a Moreno.
Tras el ataque, el gobernador de Guayas, José Francisco Cevallos, ordenó un operativo de la policía para intentar capturar a los responsables. La ministra de justicia, Rosana Alvarado, también reaccionó ante el hecho y envió su solidaridad a la familia de Moreno, además de condenar el atentado. La ministra también acudió al velorio de Moreno, que se desarrolló en la cooperativa Vencer o Morir, ubicada en la Isla Trinitaria. El cuerpo de Moreno fue sepultado en el cementerio Jardines de Esperanza, en Guayaquil.

## Investigación
Como respuesta al asesinato, la policía realizó una requisa de celulares en la Cárcel de Mujeres de Guayaquil para intentar hallar indicios relacionados al crimen. De acuerdo a información compartida por el coronel de policía Víctor Aráus horas después del hecho, Moreno habría recibido amenazas de muerte por su accionar al frente de la cárcel días antes de su asesinato, pero debido a que no notificó el hecho, no contaba con resguardo policial al momento del ataque. Familiares de Moreno criticaron el hecho de que el gobierno no le hubiera asignado seguridad y afirmaron que, aunque no hubiese notificado las amenazas que había recibido, la peligrosidad del cargo que ejercía era razón suficiente para que se le asignara resguardo.
En abril de 2018, la ministra Rosana Alvarado afirmó que un posible indicio en base a una llamada recibida en el celular de Moreno apuntaba a Julia M., esposa del narcotraficante Édison Washington Prado y quien se encontraba en la Cárcel de Mujeres de Guayaquil cumpliendo una pena de 28 meses de reclusión por el delito de delincuencia organizada. De acuerdo al fiscal general de la Nación, Carlos Baca Mancheno, otro indicio que apuntaba a Julia M. como sospechosa era el hecho de que fuera dejada en libertad a penas tres semanas después del asesinato de Moreno, luego de que tres jueces de la Corte Provincial de Guayas anularan su sentencia. El presidente del Consejo de la Judicatura, Gustavo Jalkh, anunció posteriormente que los tres jueces habían sido suspendidos y que serían acusados de prevaricato. Julia M. fue recapturada días después, acusada del delito de enriquecimiento privado no justificado.
A un año del crimen, el fiscal que llevaba la investigación del caso afirmó que el hecho seguía en indagación previa, pero que se sospechaba que el asesinato se habría producido a causa de los controles que Moreno había implementado en el centro carcelario, entre ellos la requisa de celulares y drogas y el traslado de reclusas que se dedicaban a actos ilegales a otras cárceles. Estos controles volvieron a Moreno muy popular entre las reclusas, pero generaron descontento en las detenidas de alta peligrosidad.